# Gilles Yapi Yapo
Gilles Yapi Yapo (Abidjan, 30 januari 1982) is een voormalig Ivoriaans profvoetballer die bij voorkeur als centrale middenvelder speelde. Yapi Yapo debuteerde in 2006 in het Ivoriaans voetbalelftal.

## Spelerscarrière
Yapi Yapo debuteerde in het betaald voetbal in het shirt van ASEC Mimosas. KSK Beveren haalde hem in 2001 van daar naar België, waar hij drie seizoenen speelde.
Hij verruilde in juli 2014 Dubai CSC voor FC Zürich. De middenvelder raakte in november 2014 ernstig geblesseerd toen in de 19de minuut van een competitiewedstrijd FC Aarau-speler Sandro Wieser hard inkwam en zijn voet op Yapi Yapo's rechterknie plantte. Hij scheurde zijn voorste kruisband en de middenband af, kneusde zijn dij, scheurde zijn meniscus en zijn knieschijf, en liep schade aan het kraakbeen op. Yapi Yapo werd van het veld gedragen. Wieser maakte na afloop van de wedstrijd via Facebook publiekelijk excuses voor de tackle. Hij werd voor vijf wedstrijden geschorst. De club van Yapi Yapo zette tevens gerechtelijke stappen tegen Wieser die een jaar later door de Zwitserse rechtbank veroordeeld werd tot een boete van 10.000 Zwitserse frank, plus een bedrag gelijk aan 180 dagen maandloon. De diepgelovige Yapi Yapo gaf aan geen wrok tegen hem te koesteren. Na tien maanden revalidatie stond hij terug op het speelveld.
In het begin van 2015 verlengde Yapi Yapo zijn contract met FC Zürich tot de zomer van 2016, met een optie tot nog een verlenging. Hij kwam verder met de club overeen om na zijn spelerscarrière te zullen werken als trainer op de FCZ Academy, de jeugdopleiding van FC Zürich.
In het seizoen 2017/18 werd Yapi Yapo verhuurd aan Aarau en vertrok daarna naar Basel. Na een jaar spelen voor hun tweede elftal in de Zwitserse derde klasse, eindigde hij in 2019 zijn carrière als professioneel voetballer.

## Clubstatistieken
| seizoen | club             | land                         | competitie          | wed. | goals |
| ------- | ---------------- | ---------------------------- | ------------------- | ---- | ----- |
| 2001/02 | KSK Beveren      | België                       | Jupiler League      | 26   | 0     |
| 2002/03 | KSK Beveren      | België                       | Jupiler League      | 25   | 10    |
| 2003/04 | KSK Beveren      | België                       | Jupiler League      | 16   | 4     |
| 2003/04 | FC Nantes        | Frankrijk                    | Ligue 1             | 15   | 1     |
| 2004/05 | FC Nantes        | Frankrijk                    | Ligue 1             | 36   | 1     |
| 2005/06 | FC Nantes        | Frankrijk                    | Ligue 1             | 9    | 1     |
| 2005/06 | → BSC Young Boys | Zwitserland                  | Axpo Super League   | 12   | 1     |
| 2006/07 | BSC Young Boys   | Zwitserland                  | Axpo Super League   | 23   | 1     |
| 2007/08 | BSC Young Boys   | Zwitserland                  | Axpo Super League   | 23   | 1     |
| 2008/09 | BSC Young Boys   | Zwitserland                  | Axpo Super League   | 32   | 5     |
| 2009/10 | BSC Young Boys   | Zwitserland                  | Axpo Super League   | 30   | 5     |
| 2010/11 | FC Basel         | Zwitserland                  | Axpo Super League   | 31   | 1     |
| 2011/12 | FC Basel         | Zwitserland                  | Axpo Super League   | 15   | 0     |
| 2012/13 | FC Basel         | Zwitserland                  | Axpo Super League   | 12   | 2     |
| 2013/14 | Dubai CSC        | Verenigde Arabische Emiraten | Arabian Gulf League | 20   | 4     |
| 2014/15 | FC Zürich        | Zwitserland                  | Axpo Super League   | 14   | 0     |
| 2015/16 | FC Zürich        | Zwitserland                  | Axpo Super League   | 20   | 2     |
| 2016/17 | FC Zürich        | Zwitserland                  | Challenge League    | 15   | 0     |
| 2017/18 | → FC Aarau       | Zwitserland                  | Challenge League    | 19   | 0     |
| 2018/19 | FC Basel II      | Zwitserland                  | Promotion League    | 12   | 0     |
| Totaal  | Totaal           | Totaal                       | Totaal              | 405  | 39    |